# RC Agde
Der Racing Club Olympique Agathois oder kurz RC Agde ist ein französischer Fußballverein aus Agde, im Département Hérault nahe der Mittelmeerküste gelegen; Agathois ist das Adjektiv zum Namen der Gemeinde. Die Klubfarben sind Rot und Schwarz; die Kampfmannschaft bestreitet ihre Heimspiele heutzutage im nach dem Vereinsgründer benannten Stade Louis-Sanguin, das eine Kapazität von 3.500 Zuschauerplätzen aufweist, oder dem mit Kunstrasen ausgestatteten Stade Daniel-Rivalta; beide liegen in Agdes Altstadt.

## Geschichte
Gegründet wurde der Verein 1904 unter dem Namen Racing Club Agathois von einer Handvoll junger Männer, von denen einer, Louis Sanguin, den Fußballsport kurzzeitig schon in Marseille ausgeübt hatte und dies in seiner Heimatstadt weiterhin tun wollte. Im Januar 1905 trat Racing der Union des sociétés françaises de sports athlétiques (USFSA) bei, dem bis dahin einzigen laizistischen Sportverband, der auch Fußballer aufnahm. Am regelmäßigen Punktspielbetrieb nahmen seine Mannschaften aber erst nach dem Ersten Weltkrieg – ab da unter dem Dach des Einheitsverbands FFFA – teil, und erst 1935 gelang Agdes erster Männermannschaft der Aufstieg in die höchste regionale Amateurspielklasse, die Division d’Honneur.
Auch nach dem Zweiten Weltkrieg spielte Racing sehr lange nur im regionalen Ligabetrieb eine Rolle, verpasste allerdings zwischen Mitte der 1970er und 1980er Jahre den Aufstieg in die landesweiten Amateurspielklassen mehrfach nur knapp; dies gelang erst Anfang der 1990er Jahre. Dabei blieben das Interesse der Zuschauer und die Unterstützung durch die Stadtverwaltung auf lange Sicht gesehen eher gering. 1999 erfolgte die Umbenennung des Vereins in Racing Club Olympique Agathois, nachdem es zur Fusion des Racing Club mit dem erst 1987 gegründeten Lokalrivalen Football Olympique Agathois gekommen war.

## Ligazugehörigkeit und Erfolge
Profistatus hat Racing Agathois bisher nie besessen und auch nie in der ersten oder zweiten Liga gespielt. Seit 1997 pendelt Agde zwischen vierter und fünfter Klasse; 2013/14 tritt er in der fünftklassigen CFA 2 an.
Im Landespokalwettbewerb hingegen gelang es den Mannschaften aus Agde in bislang dreizehn Austragungen, sich für die frankreichweite Hauptrunde zu qualifizieren, erstmals 1934 und bisher zum letzten Mal 2006. Besonders häufig war dies in den 1930er/1940er sowie den 1960er Jahren der Fall, zweimal allerdings auch schon im 21. Jahrhundert. In fünf Austragungen erreichte der Racing Club dabei sogar das Sechzehntelfinale.
Legendär war Agdes Pokalparcours in der Saison 1963/64, als es noch die Regel war, dass unentschiedene Spiele verlängert wurden; stand auch danach noch kein Sieger fest, kam es zu einem Wiederholungsspiel nach demselben Prozedere. Die Agathois mussten gegen zwei klassenhöhere Gegner (ES Bagnols-Marcoule und danach Pierrots Strasbourg) insgesamt sogar sieben Spiele austragen, davon fünf über jeweils 120 Minuten; sie standen in diesem Jahr also zusammengenommen 13 (statt der üblichen drei) Stunden auf dem Rasen. Und dabei ist die Zeit noch nicht mitgerechnet, in der sich Spieler aus Agde und Strasbourg in Polizeigewahrsam befanden, weil sie sich in den Umkleidekabinen eine Schlägerei geliefert hatten. Eine Zeitung titelte anschließend „In der 440. Minute fiel Agde“. 1969 sorgten die Agathois in diesem Wettbewerb noch einmal – und wieder nicht nur sportlich – für Schlagzeilen. Gegen den Namensvetter aus Bollène brach der Schiedsrichter die Partie beim Stand von 2:1 für Agde vorzeitig ab, und auch das verbandsseitig angesetzte Wiederholungsspiel endete vor Ablauf der regulären Spielzeit. Da der Racing Club Bollène darin mit 2:0 geführt hatte, erklärte die FFF-Pokalkommission diesen am „grünen Tisch“ zum Sieger. Die verwendete Literatur deutet nur an, dass die „hitzigen Anhänger des RC Agde“ in diesem „Midi-Derby“ für die Spielabbrüche verantwortlich waren.

## Bekannte ehemalige Spieler und Trainer
- Raymond Cicci, Trainer 1969–1973
- Affo Érassa, togoischer Nationalspieler, 2006/07 beim RCO
- René Franquès, B-Nationalspieler während seiner Zeit in Agde (bis 1934)
- Florian Raspentino, 2010/11 beim RCO
- Rudy Riou, in den 1990ern (als Jugendlicher)
- François Szego (geboren 1915 als Ferenc Szűcs), Spielertrainer bis mindestens 1969[6], ab 1974 Trainer